# Едвард Дайчак
Ѐдвард Да̀йчак (на полски: Edward Dajczak) е полски римокатолически духовник, ректор на Висшата духовна семинария в Гошчиково (1990 – 1996), викарен епископ на Жельоногурско-Гожовската епархия и титулярен епископ на Азура (1990 – 2007), епископ на Кошалинско-Колобжегската епархия от 2007 година.

## Биография
Едвард Дайчак е роден на 16 февруари 1949 година в Швебоджин. Завършва Висшата духовна семинария в Гошчиково. На 15 юни 1975 година е ръкоположен за свещеник от Вилхелм Плюта, гожовски епископ, след което служи като викарий в енории на Каргова (1975), Костшин над Одрон (1975 – 1978) и в „Пресвет Спасител“ в Жельона Гура (1978 – 1985). От 1985 година работи в администрацията на Гожовската епархия, като в годините 1986 – 1988 е секретар на епископ Юзеф Михалик. През 1989 година става член на Благотворителната комисия на Полската епископална конференция. В периода 1990 – 1996 година е ректор на семинарията в Гошчиково.
На 15 декември 1989 година папа Йоан Павел II го номинира за викарен епископ на Гожовската епархия (впоследствие Жельоногурско-Гожовска) и титулярен епископ на Азура. Приема епископско посвещение (хиротония) на 6 януари 1990 година в базиликата Свети Петър в Рим от папата. На 23 юни 2007 година папа Бенедикт XVI го номинира за кошалинско-колобжегски епископ. Приема канонично епархията на 9 юли и влиза в Кошалинската катедрала като епископ на 11 август.